# باله‌لیک‌تپه
باله‌لیک‌تپه در ازبکستان، یک مکان باستان‌شناسی آسیای مرکزی که نقاشی‌های دیواری فراوانی دارد.این مکان یک عمارت استحکاماتی کوچک متعلق به یک قبیله شاهزاده هپتالی دارد. به‌طور کلی قدمت آن کمی دیرتر از نقاشی در دلبرجین است، از اواخر قرن پنجم تا اوایل قرن هفتم پس از میلاد، یا از اواخر قرن ششم تا اوایل قرن هفتم پس از میلاد. نقاشی‌های باله‌لیک‌تپه بخشی از مکتب تخارستانی است، پس از آنها هنر سغدی پنج‌کند به ترتیب زمانی قرار گرفته‌است.

## نقاشی‌های روی دیوار
موضوع دیوارنگاره‌های این محل به‌طور یکسان با جشن و سرور مرتبط است. سبک نقاشی با سبک بومی پنجکنت، افراسیاب یا ورخشه کاملاً متفاوت است. اگرچه موضوع فراگیر ضیافت با مضمون مذهبی نقاشی‌های دیواری بودایی تخارستان متفاوت است و این نقاشی علیرغم وجود عناصر معدودی از شخصیت بودایی برخوردار نیست، اما می‌توان شباهت‌هایی را در سبک و شمایل نگاری یافت.
مردان در نقاشی‌ها بدون ریش و زنان دارای ویژگی‌های گرد هستند. آنها با لباس‌های باشکوه و جواهرات زیبا آراسته شده‌اند.
به نظر می‌رسد این نقاشی‌ها هپتالیان را در اوایل قرن ششم پس از میلاد، قبل از ورود اولین ترک‌ها به خاقانات ترک و تثبیت آمودریا به‌عنوان مرز جنوبی آن‌ها در سال ۵۷۱ میلادی به تصویر می‌کشند که باله‌لیک‌تپه را در بر می‌گرفت. بیشتر نقاشی‌های دیواری در نیمه دوم قرن ششم (۵۵۰–۶۰۰ میلادی) تخریب شد. انواع بسیار مشابه هپتالی‌ها در نقاشی‌های اهداکنندگان بوداهای بامیان، بر سقف ۳۵ متری بودا دیده می‌شود.
نقاشی‌های باله‌لیک‌تپه بسیار شبیه به نقاشی‌های تپه دلبرجین و برخی شبیه بامیان است که هر دو مربوط به حدود یک قرن قبل از قرن پنجم تا ششم پس از میلاد یا حتی به گفته برخی از مراجع بر اساس سکه‌شناسی به قرن چهارم می‌رسد.